# Sivapithecini
Sivapithecini zijn een uitgestorven geslachtengroep uit de familie mensachtigen (Hominidae). Deze geslachtengroep bestaat uit twee geslachten.

## Taxonomie
- Geslachtengroep: Sivapithecini †
  - Geslacht: Gigantopithecus †
    - Soort: Gigantopithecus bilaspurensis †
    - Soort: Gigantopithecus blacki †
    -  Soort: Gigantopithecus giganteus †

  -  Geslacht: Sivapithecus †
    - Soort: Sivapithecus indicus †
    - Soort: Sivapithecus parvada †
    -  Soort: Sivapithecus sivalensis †